# Habitatge al carrer Major, 44 (la Sénia)
Habitatge al carrer Major, 44 és una obra de la Sénia (Montsià) inclosa a l'Inventari del Patrimoni Arquitectònic de Catalunya.

## Descripció
Casa cantonera i mitgera, situada a un dels carrerons sense sortida del carrer Major. Feta amb maçoneria emblanquinada, consta de: planta baixa amb porta central, amb brancal de carreus de pedra on estan marcades les roderes dels carros, i muntants i llinda de carreus de pedra grans i ben escairats, en forma d'arc de mig punt dovellat. Porta de fusta. Primer pis amb una sola finestra amb muntants i llinda de pedra i un arc de tipus conopial. La finestra de segon pis, situada més a la dreta, és del mateix tipus però amb balcó-ampitador amb petites motllures, fet de pedra. Dalt hi ha el terrat amb un pilar de maçoneria a un dels vèrtex.

## Història
Tant per la seva tipologia com pel lloc on està ubicada aquesta casa, sembla quer seria d'època medieval. El fet que la Sénia no tingués un fort creixement demogràfic fins a darreries del segle passat ha contribuït a conservar el seu nucli urbà en bon estat. El nucli urbà coincideix amb el nucli històric, i és important constatar que és al carrer Major on es troben a les llindes de les cases les dates més antigues, mentre que als carrers que l'envolten ja trobem dates de 1800 en avant. La tipologia de la façana sembla indicar una reestructuració que es donà a tot el nucli històric cap al segle xvi a causa del creixement demogràfic.